# ニクラス・バックマン
ニクラス・バックマン（スウェーデン語: Niklas Backman、1988年11月13日 - ）は、スウェーデンの元サッカー選手。元スウェーデン代表。現役時代のポジションはDF。

## クラブ歴
地元のシイェボSKでサッカーを始めた。2007年まで同クラブに在籍し、2008年にスーペルエッタンのヴェスビー・ユナイテッドに移籍。2009年7月24日に彼の所有権はAIKソルナに移ったが引き続きヴェズビーに在籍した。2010年よりAIKのメンバーになった。
2014年2月17日に中国サッカー・スーパーリーグの大連阿爾浜に移籍。クラブは2014シーズン終了後に中国サッカー・甲級リーグに降格するが彼は残留した。
2016年にデンマーク・スーペルリーガのオーフスGFに移籍。
2021年10月14日、現役引退を表明した。

## 代表歴
2011年1月19日に行われたアウェーのボツワナ代表戦で代表初出場。

## タイトル
AIKソルナ
- スヴェンスカ・スーペルクッペン: 2010